# Pedinó (ort i Grekland, Thessalien)
Pedinó är en ort i Grekland.   Den ligger i prefekturen Nomós Kardhítsas och regionen Thessalien, i den centrala delen av landet, 230 km nordväst om huvudstaden Aten. Pedinó ligger 105 meter över havet och antalet invånare är 819.
Terrängen runt Pedinó är platt åt sydost, men åt nordväst är den kuperad. Runt Pedinó är det ganska tätbefolkat, med 52 invånare per kvadratkilometer. Närmaste större samhälle är Trikala, 16,3 km väster om Pedinó. Trakten runt Pedinó består till största delen av jordbruksmark.